# Staurodiscus nigricans
Staurodiscus nigricans är en nässeldjursart som beskrevs av Agassiz och Mayer 1899. Staurodiscus nigricans ingår i släktet Staurodiscus och familjen Hebellidae. Inga underarter finns listade i Catalogue of Life.